# Dinitơ dioxide
Dinitơ dioxide là một hợp chất vô cơ có công thức phân tử là N
2O
2. Nó có thể có nhiều đồng phân cấu trúc. Ở thể rắn, các phân tử có đối xứng C2v: toàn bộ cấu trúc là phẳng, với hai nguyên tử oxy cis ngang liên kết N–N. Khoảng cách O–N là 1,15 Å, khoảng cách N–N là 2,33 Å và góc O=N–N là 95°.